# Patrick Laurence Murphy
Patrick Laurence Murphy (* 28. Oktober 1920 in Eastwood, einem Stadtteil von Adelaide, South Australia; † 18. März 2007) war Bischof von Broken Bay in New South Wales, Australien.

## Leben
Patrick Laurence Murphy empfing am 22. Juli 1944 die Priesterweihe in Sydney.
Am 20. Dezember 1976 wurde er von Papst Paul VI. zum Weihbischof im Erzbistum Sydney und zum Titularbischof von Aquae in Numidia ernannt. Die Bischofsweihe spendete ihm der Erzbischof von Sydney, James Darcy Kardinal Freeman, am 22. Januar des Folgejahres. Mitkonsekratoren waren der Erzbischof von Canberra-Goulburn, Thomas Vincent Cahill, und Erzbischof James Patrick Carroll, Weihbischof in Sydney.
Am 8. April 1986 erfolgte die Ernennung zum Bischof des neu gegründeten Bistums Broken Bay. 1996 wurde seinem Rücktrittsgesuch von Papst Johannes Paul II. stattgegeben.